# Carl Adam von Stackelberg

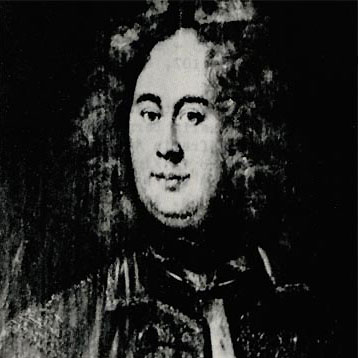
Carl Adam von Stackelberg

Stammwappen derer von Stackelberg

Carl Adam von Stackelberg (* 8. Mai 1669 in Thomel auf der Insel Ösel, Schweden; † 1749 ebenda), war ein schwedischer Freiherr und General im Großen Nordischen Krieg.

## Familie
Carl Adam von Stackelberg war der einzige Sohn des Landrates Matthias von Stackelberg und dessen Ehefrau Ingeborg Grubbe. Er wurde auf dem Landsitz der Familie auf der Insel Ösel geboren. Carl Adam entstammte dem alten, ursprünglich deutschen Adelsgeschlecht Stackelberg.
Heiraten und Kinder
- Am 10. Januar 1692 heiratete Stackelberg in Reval mit Baroness Sofia Elisabet von Liewen, einer Tochter von Generalmajor Freiherr Reinhold von Liewen und dessen zweiter Frau Anna Margareta Zöge von Manteuffel. Sie wurde am 10. Februar 1693 in der Kathedrale von Reval begraben.

- Reinhold Mattias, (* 1692; † 1747)

- 1694 heiratet Stackelberg Hedvig Ingeborg Clodt von Jürgensburg, eine Tochter von Landrat Gustaf Adolf Clodt von Jürgensburg und seiner ersten Frau Brita Stuart. Sie starb im Februar 1710 und wurde am 26. Oktober in Reval beerdigt.

- Carl Wilhelm, (* 1695; † 1750), Landrat
- Gustaf Adolf, (* 1696; † 1742), Oberst der schwedischen Armee
- Ingeborg Hedwig (* unbekannt; † unbekannt), verheiratet mit dem Cousin des Vaters dem Landrat Mattias Christoffer Stackelberg
- Adam Friedrich (* 1703; † 1768), Landrat
- Augusta Elizabeth (* unbekannt; † 28. April), heiratet im Jahre 1727 in Reval den Kapitän Gustaf Reinhold von Buddenbrock

- Heirat mit Ulrika Eleonora von Albedyl, eine Tochter des Leutnant Georg von Albedyl und dessen Ehefrau die Freiherrin Elisabet Eleonora von Mengden.

- Ulrika Eleonora (* unbekannt; † 1759), verheiratet in erster Ehe mit Baron Carl Vilhelm Clodt (* 1707; † 1740) und in zweiter Ehe mit dem russischen Gardefähnrich Baron Conrad Fredrik Meijendorff von Yxkull
- Anna Barbara (* 15. Mai 1720 in Lübeck; † 1. August 1779), verheiratet mit einem Verwandten dem Herrn Reinhold Bernt Stackelberg, aus Kersel.
- Otto Peter (* 1721; † 15. März 1770 in Mexhof), Offizier in der russischen Armee. Im Jahre 1738 Adjutant des Prinzen Karl Alexander von Lothringen. Später Diplomat in Dienste des Zaren. Er wurde 1741 in Danzig wegen Verschwörungsvorwürfen verhaftet und nach Sibirien ins Arbeitslager geschickt. Er erhielt später eine Begnadigung und wurde wieder freigelassen. In der Schlacht von Cornia im Jahre 1738  wurde er schwer verwundet.

- 1722 folgte die vierte Heirat mit der Gräfin Juliana Christina Bonde af Björnö i hennes. Dies war bereits die zweite Ehe der Gräfin. Sie war die Tochter des königlichen Rates und Präsidenten Freiherr Carl Bonde, dem Grafen Bonde af Björnö und dessen Ehefrau Gräfin Eleonora Margareta Brahe. Sie starb am 20. Februar 1758.

- Alexander Julius (* 23. August 1727 in Reval; † wenig später ebenda)

## Militärische Laufbahn
Bereits im Alter von 17 Jahren trat Stackelberg 1686 in die schwedische Armee ein. Er wurde 1687 in Riga zum Fähnrich ernannt und in das Österbotten Infanterieregiment versetzt. Noch im selben Jahr wurde er zum Leutnant befördert. Zu Beginn des Großen Nordischen Krieges war Stackelberg bereits Oberstleutnant in diesem Regiment. Sein Regiment wurde 1701 nach Livland verlegt. In der Folge nahm er an vielen Schlachten und Belagerungen teil. Stackelberg zeichnete sich durch seine Tapferkeit vor dem Feind mehrfach besonders aus, sodass er 1703 zum Oberst und Kommandeur eines eigenen Regiments ernannt wurde.
1710 Beförderung zum Generalmajor und Kommandanten der Festung Dünamünde. Diese musste Stackelberg am 8. August 1708, unter Zusicherung von freiem Geleit für seine Truppen, an den russischen General Scheremetew übergeben. Seine Gesundheit war in Folge der Belagerung stark angeschlagen, sodass er vorübergehend beurlaubt wurde.
1712 Ernennung zum Kommandanten der Stadt Stade. Stackelberg hält die Festung und die Stadt während der Belagerung einen Monat lang in schwedischen Händen. Trotz schwerer Verluste seiner Garnisonstruppen, Desertation der Landwehrtruppen und der wütenden Pest gelingt es Stackelberg, die Moral der Soldaten immer wieder zu stärken. Erst als jede Hoffnung auf Entsendung von Ersatztruppen verloren war, ergab sich Stackelberg mit dem Rest seiner Garnison. Er blieb nur kurz in Kriegsgefangenschaft und kehrte schnell zum schwedischen Heer zurück. Gemeinsam mit dem Rest des schwedischen Heeres, unter Feldmarschall Magnus Stenbock, zog sich Stackelberg in die Festung Tönning zurück.
Stackelberg ist einer der Unterzeichner der Kapitulationserklärung. Er bleibt erneut nur kurz in Gefangenschaft und kehrt nach Schweden zurück.
Für seine Verdienste wurde Stackelberg 1714 in den Freiherrenstand erhoben. Ein Jahr später Ernennung zum Generalleutnant der Infanterie. Während Stackelberg die Hansestadt Stralsund besucht, wird diese von preußischen und sächsischen Truppen eingeschlossen und belagert. Stackelberg geht nach der Kapitulation in preußische Gefangenschaft, aus der er 1716 entfliehen kann.
An der Belagerung von Frederikshald nimmt Stackelberg im Stab des Königs Karl XII. teil.
1719 wurde Stackelberg zum Gouverneur von Kuressaare-Arensburg auf seiner Heimatinsel Ösel ernannt.
Stackelberg nahm 1723 seinen Abschied und zog sich auf die Insel Ösel zurück. 1726 wurde er in den Rang eines Generals erhoben. 1749 verstarb er auf der Insel Ösel.